# Frans De Vree

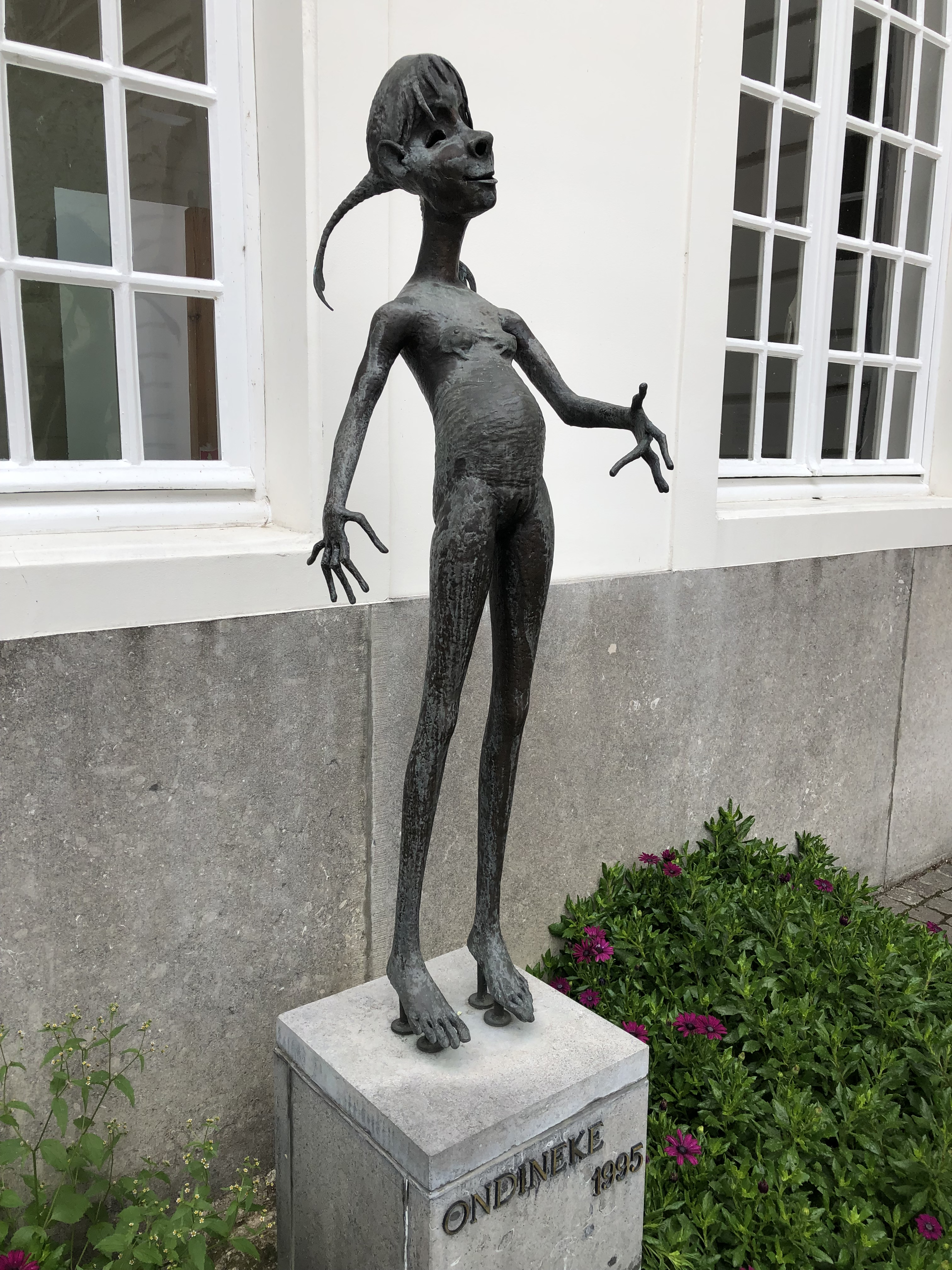
Ondineke op de binnenkoer van het oud gemeente huis van Aalst op de Grote Markt

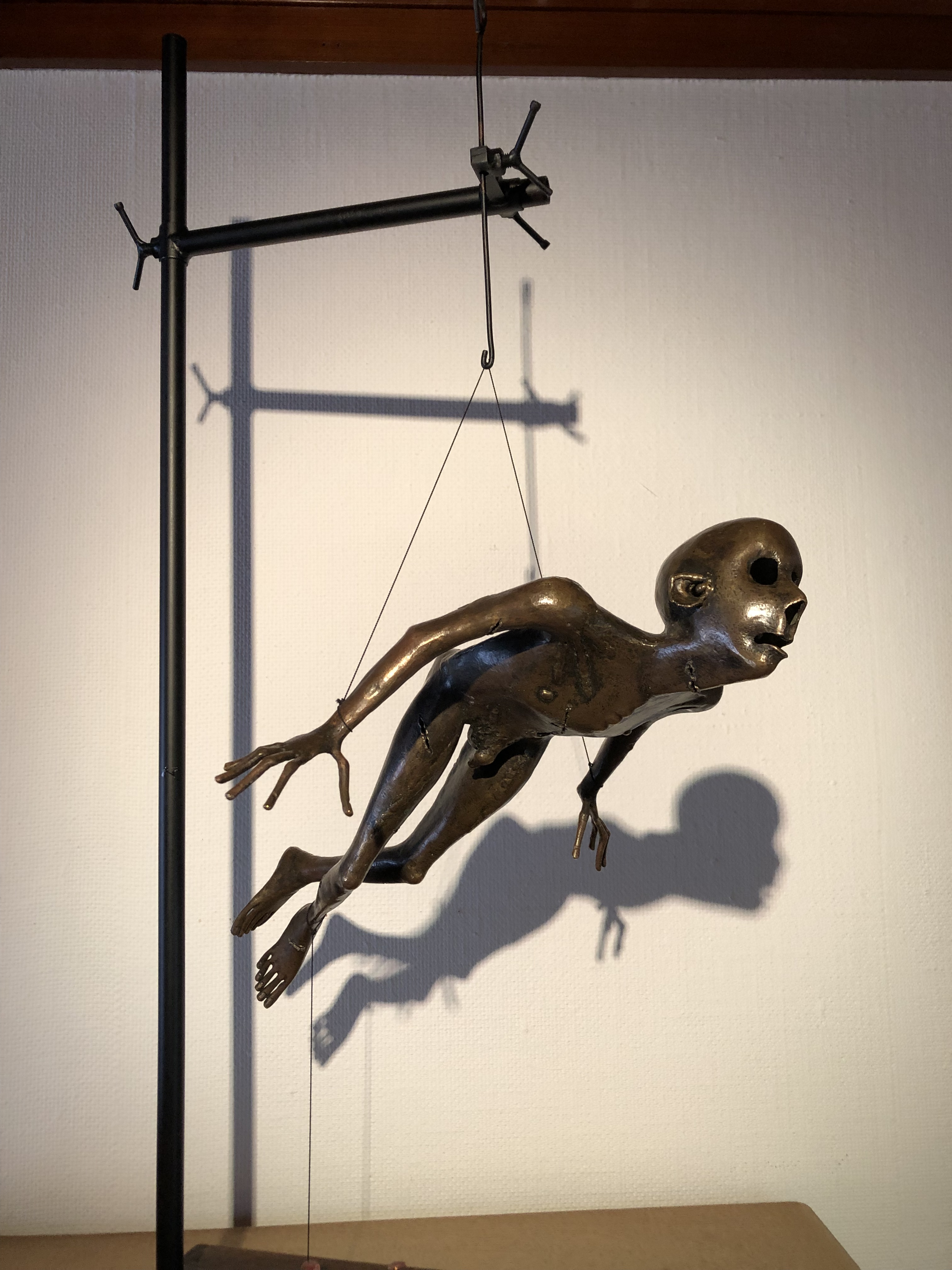
Icarus, of hoe het leven aan een zijden draadje kan hangen

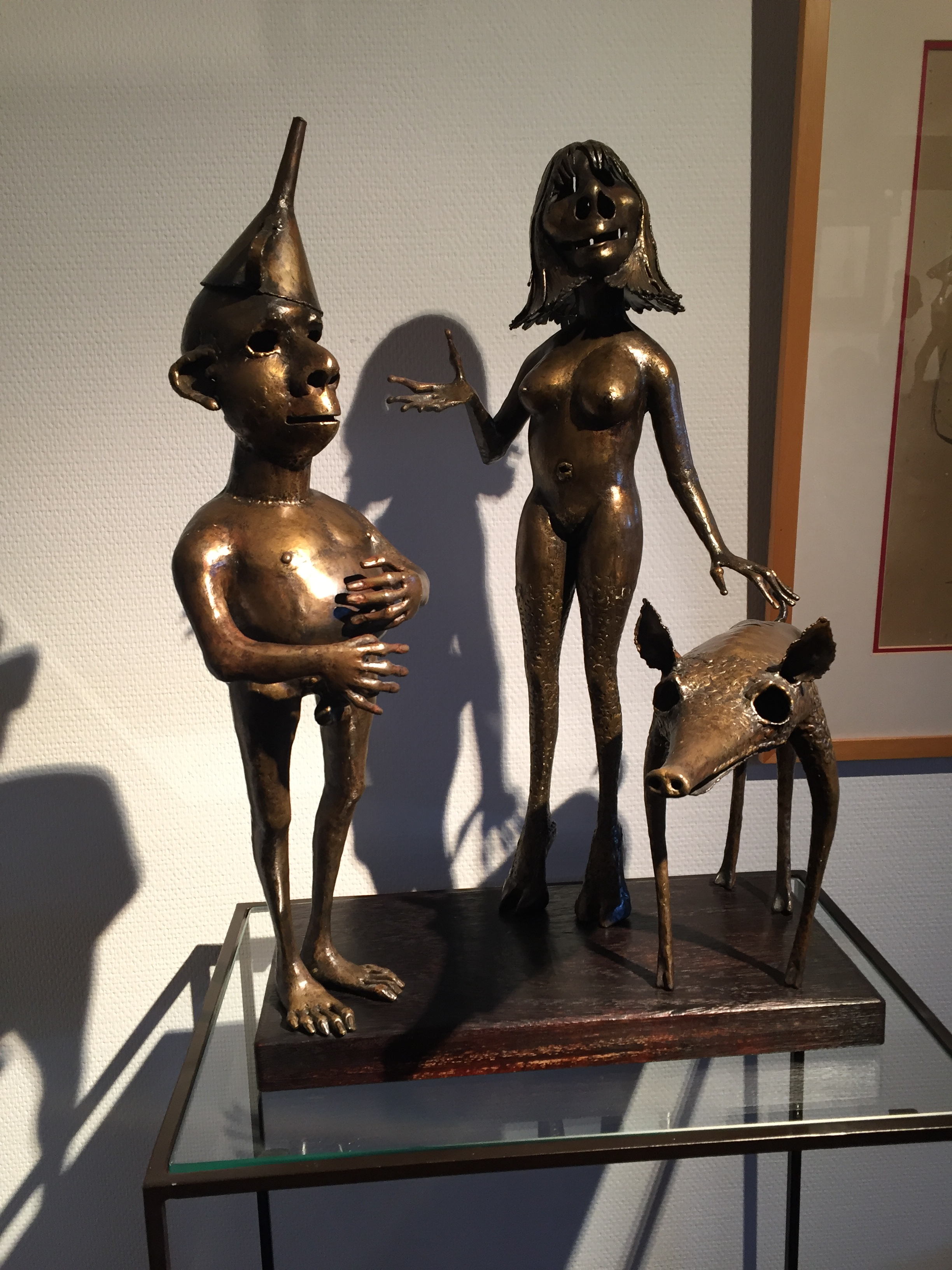
Uit serie " Het nachtleven van Aalst"... wie is het grootste varken... de mens of het dier ?

Frans De Vree (Temse, 5 augustus 1934 - Aalst, 13 maart 2020) was een Belgisch kunstenaar.

## Biografie
De Vree werd geboren als schipperszoon. Vanwege het vroege overlijden van zijn vader en de Tweede Wereldoorlog bracht hij het merendeel van zijn jeugd door bij zijn grootouders in Aalst. Deze oorlogsperiode zal een blijvende invloed hebben op zijn latere leven. Hij leerde een stiel zoals zijn opvoeders het planden en volgde lessen in het Vrij Technisch Instituut van Aalst. Zijn interesse voor kunst en metaal uitte zich en hij vervolmaakte zich tussen 1949 en 1953 in alle las- en metaaltechnieken en kunstsmederij. Tot 1959 bezocht hij de Academie voor Schone Kunsten te Aalst. 
Om zijn gezin te onderhouden werkte De Vree als lastechnieker op scheepswerven, in lustreries en kunstsmederijen. Vanwege de recessie van de jaren 1960 maakte hij de overstap naar de gemeentelijke politie, waar hij zijn loopbaan beëindigde als hoofdinspecteur. Zijn beroepsmatige belevingen met alle lagen van de bevolking inspireerden hem om een eigen kunstzinnige beeldenwereld te creëren. Nadat zijn zonen afgestudeerd waren richtte hij zich voltijds op de kunst in zijn atelier te Aalst. 
De Vree schuwde kunstgalerijen en tentoonstellingen. Hij wilde niet dat zijn werk beïnvloed zou worden door enige vorm van commercialiteit. Er was wel nauw contact met vrienden-kunstenaars zoals Hubert Malfait, Maurice Schelck, Karl Heremans, Geo Vindevogel, Marc De Bruyn en Frans Minnaert.

## Werken

### Ondineke
Op vraag van stadsbestuur van Aalst ontwierp hij in 1995 het werk Ondineke ter gelegenheid van de herdenking van Louis Paul Boon. Ondineke is een personage uit de roman De Kapellekensbaan (1953) en Zomer te Ter-Muren (1956). Het beeld stond eerst aan de kapel van OLV Ter Muren in Erembodem zoals "Boontje" het ook gewild had. Hij leefde daar de laatste 25 jaar van zijn leven. Het beeld werd op 13 mei 1995 onthuld. In 1999 werd het vanwege  wederkerend vandalisme verplaatst naar de binnenplaats van het gemeentehuis van Aalst aan de Grote Markt.

### Colruyt
Een tweede beeld van De Vree dat openbaar werd is De Vermoorden. In 1992 werd het Colruyt filiaal te Aalst overvallen waarbij de politieagenten Luc Schamp en Patrick Lanckman werden vermoord. De Vree schonk dit werk aan de politie. Het werd officieel ingehuldigd door minister Louis Tobback en staat in de ontvangsthal van het politiehuis van Aalst.

## Afscheid
Frans De Vree overleed 13 maart 2020 als gevolg van een longaandoening. Zijn zelf ontworpen urn met een betekenisvolle vuurvogel staat in het atelier te Aalst.

## Prijzen en gebeurtenissen
- 1959 - Jozef Meganck prijs stad Aalst
- 1960 - Valerius De Saedeleerprijs stad Aalst
- 1975 - Prijs Jonge Beeldhouwkunst Museum Sint Martens Latem
- 1980 - Prijs Benedictus Pater Europea Luxemburg
- 1981 - Prijs stad Oostende August Vermeylenfonds
- 1983 - Werk " Vermoorde "Aartsbisschop Oscar Romero" werd tentoongesteld in verschillende basilieken in verschillende landen van Europa.

## Boeken en vermeldingen
- Kunstenaars van Nu / 1976 Walter De Taeye
- Als je hart niet is van steen / 2001 JP Van der Poorten
- Kunst tussen Dender en Schelde / 2004 / P Vandevelde
- De Grafische Kunst in Vlaanderen / 2005 / P Vandevelde
- Harba Lori Fa / 2010 / Jean Paul Van der Poorten
- Parlando / 2011 / JP Van der Poorten
- Eurydice / 2014 / Jean Paul Van der Poorten
- Mascerade / 2017 / JP Van der Poorten